# Kambodjas Davis Cup-lag
Kambodjas Davis Cup-lag representerar Kambodja i tennisturneringen Davis Cup. Kambodja debuterade i sammanhanget 2012.